# Classe Vulcano (nave supporto logistico)
La classe Vulcano è una classe di navi per il supporto logistico (Logistic Support Ship - LSS) della Marina Militare italiana. Sostituirà le unità di classe Stromboli.
Le LSS sono progettate per supportare le operazioni della flotta con carburante, liquidi vari e depositi solidi. 
Anche la Marina francese ha ordinato quattro unità modificate di questa classe.

## Storia
Il progetto Vulcano è stato finanziato, ai sensi della legge navale del 2014, per 346 milioni di euro per la prima unità navale, poi aumentati a 374,6 milioni di euro quando la lunghezza è stata estesa di 12 metri, e infine 410 milioni per la seconda. La Marina Militare italiana ha anche un'opzione per una terza nave della classe.
La prima, la Vulcano (A5335), è entrata in servizio il 12 marzo 2021.
Il 20 dicembre 2021 è stato firmato il contratto per la seconda unità, nave Atlante, costruita da Fincantieri nei cantieri di Castellammare di Stabia (Napoli). Il varo, alla presenza del Capo di Stato Maggiore della Marina Militare, ammiraglio Enrico Credendino, è avvenuto il 18 maggio 2024. Sarà consegnata entro il 2025 e in breve tempo entrerà in servizio.
La Francia ha aderito ufficialmente al programma nell'ottobre 2018. La Marine nationale, attraverso l'OCCAR, ha ordinato quattro navi modificate della classe per sostituire le sue navi cisterna della classe Durance da consegnare nel 2023, 2025, 2027 e 2029. Il programma è noto come Bâtiment ravitailleur de forces (BRF). 
Le navi BRF francesi sono più lunghe di un metro (194 m) e con 31.000 tonnellate di dislocamento a pieno carico, rispetto alle 27.200 tonnellate delle unità italiane, riflettendo il maggiore fabbisogno di carburante per aviazione della flotta francese.
La prima, la Jacques Chevallier (A725), è stata varata il 29 aprile 2022.

## Funzioni
Le unità della classe assicurano il supporto logistico per un periodo considerevole ad un gruppo navale composto da 4/5 unità maggiori, essendo in grado di trasportare carburante, olio lubrificante, munizioni, cibo e acqua, medicinali e altri materiali per condurre operazioni di rifornimento in mare, assistenza tecnica per attività manutentive di secondo e terzo livello.
Ciascuna LSS è dotata anche di capacità ospedaliera e sanitaria, con un ospedale completamente attrezzato di circa 800 mq, che comprende due sale operatorie con pre-anestesia, una sala di radiologia, un gabinetto odontoiatrico e uno ginecologico, due ambulatori di pronto soccorso, un laboratorio di diagnostica e emoteca, con sale per la terapia intensiva, la TAC e gli ustionati.
Questo permette l'utilizzo anche per attività non prettamente militari quali per esempio di supporto alla protezione civile in attività di humanitarian assistance e disaster relief.

## Unità
- Italia
  - Classe Vulcano
    - Vulcano (A 5335) - varata il 22 giugno 2018, entrata in servizio il 12 marzo 2021
    - Atlante (A 5336) - varata il 18 maggio 2024

- Francia
  - Bâtiment ravitailleur de forces (BRF)
    - Jacques Chevallier (A725) - varata il 29 aprile 2022
    - Jacques Stosskopf (A726) - impostata il 1 febbraio 2022 - Scafo completato a giugno 2024[5]
    - Emile Bertin (A727) - impostata il 5 dicembre 2023
    - Gustave Zédé (A728) - non ancora impostata, entrata in servizio prevista nel 2033

- Algeria[6]